# Mega Man 10
Mega Man 10, znany w Japonii jako Rockman 10: Uchū kara no Kyōi!! (jap. ロックマン10 宇宙からの脅威!!) – komputerowa gra platformowa na konsole Nintendo Wii, PlayStation 3 (dzięki usłudze PlayStation Network) i Xbox 360 (Xbox Live Arcade), stworzona przez Capcom i wydana w 2010 roku. Jest to dziesiąta część gry z serii Mega Man.
Gra Mega Man 10, tak samo jak poprzednia część gry Mega Man 9 została opracowana w oryginalnej wersji 8-bitowej Nintendo Entertainment System.

## Fabuła
Akcja gry toczy się w przyszłości w XXI wieku w roku "20XX", gdzie kontynuowana jest przygoda z superbohaterem o imieniu Mega Man. Tajemniczy wirus o nazwie "Roboenza", atakuje roboty i przejmuje nad nimi pełną kontrolę. Sytuacja staje się niepokojąca, gdy zainfekowane roboty rozpoczynają destrukcję rodzinnego miasta Mega Mana. Siostra głównego bohatera, Roll, pada ofiarą tajemniczej choroby o nazwie "Roboenza". W kolejnym miesiącu zainfekowane roboty zaczęły opanowywać świat. Po raz kolejny Mega Man musi wziąć sprawy w swoje ręce i ponownie staje do walki z kolejnymi 8 Mistrzami Robotów (Sheep Man, Commando Man, Blade Man, Strike Man, Solar Man, Chill Man, Nitro Man i Pump Man) oraz rozwiązać zagadkę tajemniczej choroby.